# Gilles Pécout
Pour les articles homonymes, voir Pécout.
Gilles Pécout, né le 2 décembre 1961 à Marseille, est un historien français, spécialiste de l'Italie du XIXe siècle. Du 13 septembre 2016 au 22 juillet 2020, il a occupé la fonction de recteur de l'académie de Paris. Ambassadeur de France en Autriche à partir de 2020,, il devient président de la Bibliothèque nationale de France le 18 avril 2024.

## Biographie

### Jeunesse et études
Ancien élève du lycée Thiers, à Marseille et de l'École normale supérieure (rue d'Ulm) (1982-1986), Gilles Pécout est diplômé de l'Institut d'études politiques de Paris (DEA Histoire du XXe siècle en 1984).
Il est agrégé d'histoire (1985).

### Parcours professionnel
Il entreprend ses premiers travaux sur les formes de politisation en Italie centrale au XIXe siècle sous la direction de Maurice Agulhon, qui a fortement marqué son approche des faits historiques. Il entre en 1989 à l'École française de Rome, où il poursuit des travaux sur l'implantation du socialisme dans les communes rurales autour de Florence, en Toscane, à la fin du XIXe siècle pour soutenir sa thèse de doctorat en 1992, dirigée par Pierre Milza, intitulée L'entrée en politique des campagnes toscanes de l'Unité au début du vingtième siècle : essai de reconstitution du processus de politisation du monde paysan dans la province de Florence, 1859-1912 .
Spécialiste de l'histoire de l'unité italienne, il y a consacré un ouvrage désormais classique, qui a connu de nombreuses rééditions et est également disponible en traduction italienne (Il lungo Risorgimento. La nascita dell'Italia contemporanea (1770-1922), Milan, Bruno Mondadori, 1999).
Maître de conférences, puis professeur, à l'École normale supérieure (rue d'Ulm), il est également directeur d'études à l'École pratique des hautes études (EPHE, IVe section), où il est titulaire d'une direction d'études sur l'Europe méditerranéenne au XIXe siècle, et enseigne l'histoire contemporaine à l'IEP de Paris. Il est membre de l'Institut d'histoire moderne et contemporaine (IHMC, UMR 8066, CNRS - ENS- Université Panthéon-Sorbonne).
En 2001, il soutient son habilitation à diriger des recherches à Sciences Po Paris, dont le garant est Pierre Milza.
À la suite de la démission de Denis Pelletier en 2013, Gilles Pécout devient président par intérim de l'EPHE.[source insuffisante]
Le 3 juin 2014, Gilles Pécout est nommé recteur de l'académie de Nancy-Metz, puis recteur de la région académique Grand-Est à partir de janvier 2016.
Le 14 septembre 2016, il est nommé recteur de l'académie de Paris en conseil des ministres. À ce titre, il est également recteur de la région académique Île-de-France et chancelier des universités de Paris. C'est sous sa présidence, et en dépit d'un rapport accablant de l'Inspection générale des bibliothèques, relayé par la presse, concernant l'affaire du legs Bélias (disparition d'œuvres rares et détournements de fonds) à la Bibliothèque littéraire Jacques-Doucet, que la chancellerie étouffe l'affaire en 2018 et maintient la direction en place, tandis que les lanceurs d'alerte sont placardisés. Il est remplacé en juillet 2020 par Christophe Kerrero.
En septembre 2020, il devient ambassadeur de France à Vienne,.
Il devient président de la Bibliothèque nationale de France à compter du 18 avril 2024, selon le décret de nomination du 20 mars 2024. Il succède à Laurence Engel.

## Publications

### Ouvrages
Auteur de plusieurs ouvrages et éditions scientifiques et directeur ou codirecteur de 8 volumes, il a publié 75 articles dans des revues scientifiques françaises et étrangères (Italie, États-Unis, Grèce, Royaume-Uni, Japon, Chine) et collaboré épisodiquement aux quotidiens Le Monde, Libération et à la presse italienne.
- Naissance de l'Italie contemporaine, 1770-1922, Nathan, 1997; rééd., Armand Colin, 2004
- Atlas de l'histoire de France, Autrement, 2007
- Grand Atlas de l'Histoire de France, sous la direction de Jean Boutier, avec Olivier Guyotjeannin, Autrement, 2011

### Direction d'ouvrages
- Penser les frontières de l'Europe du XIXe au XXIe siècle, PUF, 2004
- (direction avec Jordi Canal et Maurizio Ridolfi), Sociétés rurales du XXe siècle. France, Italie et Espagne, Collection de l’École Française de Rome, 2004, 418 p.
- (direction avec Michel Pigenet), Campagnes et sociétés en Europe (1830-1930), Éditions de l'Atelier, 2005, 272 p.

### Contributions à des ouvrages collectifs
- « Politisation et transition étatique dans les campagnes toscanes du Risorgimento », in La politisation des campagnes au XIXe siècle. France, Italie, Espagne, Portugal, Actes du colloque de Rome des 20-21-22 février 1997, Rome, École française de Rome, 2000, p. 81-91
- « Culture républicaine rurale et géographie politique : André Siegfried et l’histoire socio-politique de la Deuxième République », in Fidélité républicaine et monde rural, Colloque d’Aurillac des 27 et 28 août 1999, Aurillac, Société des lettres, sciences et arts, “La Haute Auvergne”, 2001, p. 215-232.
- « Portrait de groupe de l’Italie et des Italiens de 1880 à 1910 : la difficile entrée dans la modernité », in G. Piantoni, A. Pingeot (dir.), Italies 1880-1910, Catalogue de l’exposition du GNAM de Rome et Musée d’Orsay, 22 décembre 2000- 11 mars 2001, version italienne Turin, Allemandi, 2000, et version française, Paris, RMN, 2001, p. 15-28.
- « Vivant Denon, l’impossible négociateur de 1814-1815 », in D. Gallo (dir.), Les vies de Dominique Vivant Denon, Paris, La Documentation française, 2001, tome II, p. 499-516.
- « La sociabilità e il tempo libero », in M. Firpo et P. L. Zunino (dir.), Guida all’Italia contemporanea. Le immagini e la storia, (Archivi fotografici Alinari-Garzanti), Grande Opere, Milan, Garzanti, 2002.
- « La carta d’Italia nella pedagogia politica del Risorgimento », in A. Banti, R. Bizzocchi (dir.), Le immagini della nazione nell’Italia del Risorgimento, Rome, Carocci, 2002, p. 69-87.
- « Jusqu’où va l’Europe au XIXe siècle ? », in G. Pécout (dir.), Penser les frontières d’Europe du XIXe au XXIe siècle. Élargissement et union : approches historiques, Paris, Éditions Rue d’Ulm-PUF, 2004, p. 97-117.
- « Europe, que doit-on faire de ton histoire et de ta géographie ? », in G. Pécout (dir.), Penser les frontières d’Europe du XIXe au XXIe siècle. Élargissement et union : approches historiques, Paris, Éditions Rue d’Ulm-PUF, 2004, p. 23-38
- « Réflexions sur l’historiographie des campagnes françaises du XXe siècle », in J. Canal, G. Pécout, M. Ridolfi (dir.), Sociétés rurales du XXe siècle : France, Italie et Espagne, Rome, École française de Rome, 2004, p. 7-21.
- « Hugo politique dans l’Italie des lendemains du Risorgimento », in J.-C. Caron et A. Stora-Lamarre (dir.), Hugo politique, Besançon, Presses univ. de Franche-Comté, 2004, p. 197-212.
- « Una crociera nel Mediterraneo con Garibaldi », in G. Pécout, C. Schopp (dir.), Viva Garibaldi. Un’odissea nel 1860, d’Alexandre Dumas, Turin, Einaudi, 2004, p. 7-31.
- « Cavour visto dagli Stati-Uniti », in D. Fiorentino, M. Sanfilippo (dir.), Gli Stati Uniti e l’Unità d’Italia, Rome, Gangemi Editore, 2004, p. 125-133.
- « De l’État régional à l’Italie unifiée : une transition territoriale », in J. Boutier, S. Landi, O. Rouchon (dir.), Florence et la Toscane XIVe – XIXe siècles. Les dynamiques d’un Etat italien, Rennes, PUR, 2004, p. 127-144.
- « La modernisation des campagnes italiennes des années 1830 à la fin des années 1920 », in G. Pécout, M. Pigenet (dir.), Campagnes et sociétés en Europe. France, Allemagne, Espagne et Italie, 1830-1930, Paris, Editions de l’Atelier, 2005, p. 5-16.
- « Une amitié politique méditerranéenne : le philhellénisme italien et français au XIXe siècle » in M. Ridolfi (dir.), La democrazia radicale nell’Ottocento europeo, Annali della Fondazione Giangiacomo Feltrinelli-2003, Milano, Feltrinelli, 2005, p. 81-106.
- « D’impossibles lieux de mémoire italiens ? », in M. Isnenghi (dir.), L’Italie par elle-même. Lieux de mémoire italiens de 1848 à nos jours, Paris, Éditions Rue d’Ulm, 2006, p. 12-27. Article traduit et publié en japonais, in Nichi-i Bunka Kenkyu, Etudes culturelles italo-japonaises, vol. XLV, 2007, p. 46-55.
- « Los territorios de la politica en la Francia y la Italia del siglo XIX : Debates comparados sobre las identidades nacionales y la politizacion del pueblo », in L. Castells (dir.), Del territorio a la nacion. Idendidates territoriales y construccion nacional, Madrid, Biblioteca Nueva-Instituto Universitario de Historia Social Valentin de Foronda, 2006, p. 157-180.
- « L’Italie à l’école à la fin du XIXe siècle : une nation sécularisée ? », in Scuola e nazione in Italia e in Francia nell’Ottocento. Modelli, pratiche, eredità, nuovi percorsi di ricerca comparata, Venise, Istituto Veneto di Scienze, Lettere ed Arti, 2007, p. 67-79.
- « Des sœurs méditerranéennes de Marianne ? Allégories politiques en Espagne, en Grèce et en Italie », in M. Agulhon, A. Becker, E. Cohen (dir.), La République en représentations, Paris, Publications de la Sorbonne, 2006, p. 315-325.
- « Les arménophiles et le ‘sentiment public d’Europe’ : de la défense des Arméniens à celle des Crétois », in C. Mouradian (dir.), Arménie, une passion française. Le mouvement arménophile en France 1878-1923, Paris, Magellan-Musée de Montmartre, 2007, p. 127-137.
- « Le rotte internazionali del volontariato » in M. Isnenghi (dir.), Gli italiani in guerra. Conflitti, identità, memorie dal Risorgimento ai giorni nostri, vol. I, Turin, UTET, 2008, p. 188-196.
- « Maurice Agulhon et l’École normale supérieure  : naissance d’un militantisme professionnel », in Christophe Charle, Jacqueline Lalouette (dir.), Maurice Agulhon – Aux carrefours de l’histoire vagabonde, Paris, Publications de la Sorbonne, juin 2017 (Collection « Histoire de la France aux xixeet xxe siècles »).

## Décorations
- Chevalier de la Légion d'honneur. Il est fait chevalier le 18 avril 2014[19].
- Chevalier de l'ordre national du Mérite. Il est fait chevalier le 14 mai 2010[20].
- Commandeur de l'ordre des Palmes académiques. Il est nommé ex officio au grade de commandeur lors de sa nomination en tant que recteur de l'Académie de Nancy-Metz, le 3 juin 2014
- Officier de l'ordre des Arts et des Lettres. Il est promu officier le 12 mars 2019[21].
- Grand officier de l'ordre du Mérite de la République italienne (2021)[22]
- Officier de l'ordre de l'Honneur (Grèce)